# Cerasma
Cerasma is een geslacht van schietmotten uit de familie van de Sericostomatidae. Het geslacht werd voor het eerst wetenschappelijk beschreven door R. McLachlan in 1876.

## Soorten
Het genus bevat de volgende soorten:

- Cerasma cairon Malicky, 1986
- Cerasma cornuta McLachlan, 1876